# Athripsodes ceracleoides
Athripsodes ceracleoides is een schietmot uit de familie Leptoceridae. De soort komt voor in het Oriëntaals en het Palearctisch gebied.